# ウスイヒロシ
ウスイヒロシ（1970年 - ）は、日本の映像ディレクター、映画監督。

## 人物
東京都出身。和光大学卒業後、大学の先輩である竹内鉄郎が設立した竹内芸能企画に参加する。椎名林檎、一青窈、スキマスイッチ、クレイジーケンバンドなどのミュージックビデオを手がける。2006年に『いちばんきれいな水』（原作：古屋兎丸）で映画監督としてもデビュー。

## 監督した主なMV
- aiko - 『ストロー』
- アナログフィッシュ - 『BGM』
- いきものがかり - 『HANABI』
- 加藤ミリヤ - 『20-CRY-』
- KISHIDAN - 『THE アイシテル』
- クレイジーケンバンド - 『GT』『OLDIES BUT GOODIES』『7時77分』『 I LIKE SUSHI』『まっぴらロック』『メリメリ』
- KinKi Kids - 『SNOW! SNOW! SNOW!』
- WEST. - 「ええじゃないか」「バンザイ夢マンサイ!（春山 DAVID 祥一共監督）」「シルエット」
- 小島麻由美 - 『愛しのキッズ』
- サザンオールスターズ『彩 〜Aja〜』
- 椎名林檎 - 『ここでキスして。』『歌舞伎町の女王』『幸福論』『やっつけ仕事』『公然の秘密』
- ジン - 『雷音』『マラカイト』
- スキマスイッチ - 『全力少年』『ガラナ』『Hello Especially』
- TATE&MARKIE - 『STAND BY ME』
- 東京事変 - 『歌舞伎』『秘密　FOR DJ』『恋は幻　FOR MUSICIAN』『喧嘩上等』『黄昏泣き　FOR MOTHER』
- 豊崎愛生 - 『Dill』
- T-PISTONz - 『リーヨ』
- PAPA B - 『MONEY CAN'T BUY』『NEO ENTERTAINER』『Live Up & Rise』『CRASHER』『LIFE IS BEAUTIFUL』『KICKS!!』『TORA TORA TORA』
- 一青窈 - 『もらい泣き』『大家』
- 風味堂 - 『楽園をめざして』
- BONNIE PINK - 『It's gonna rain!』
- 宮本浩次 - 『飾りじゃないのよ 涙は』
- Rie fu - 『あなたがここにいる理由』
- Les.R - 『赤い糸』『恋しくて』『卒業』
- H ZETT M - 『ピアノイズマイライフ』『ダイキライ』
- JUJU - 『WITH YOU-Acoustic ver.-with 山本卓司 from Sky’s The Limit』
- ケツメイシ - 『ヤシの木のように』